# Serica daliensis
Serica daliensis är en skalbaggsart som beskrevs av Ahrens 2005. Serica daliensis ingår i släktet Serica och familjen Melolonthidae. Inga underarter finns listade i Catalogue of Life.